# Macrothele decemnotata
Macrothele decemnotata is een spinnensoort uit de familie Macrothelidae. De soort komt voor in Vietnam.